# Tanzanapseudes langi
Tanzanapseudes langi är en kräftdjursart som beskrevs av Mihai Bacescu 1975. Tanzanapseudes langi ingår i släktet Tanzanapseudes och familjen Tanzanapseudidae. Inga underarter finns listade i Catalogue of Life.